# 977
Évszázadok: 9. század – 10. század – 11. század
Évtizedek: 920-as évek – 930-as évek – 940-es évek – 950-es évek – 960-as évek – 970-es évek – 980-as évek – 990-es évek – 1000-es évek – 1010-es évek – 1020-as évek
Évek: 972 – 973 – 974 – 975 –  976 – 977 – 978 – 979 – 980 – 981 – 982

## Események
- Adud ad-Daula fárszi és Muajjid ad-Daula hamadáni emír elfoglalja Rajjt, lázadó öccsük, Fahr központját.

## Születések
Bizonytalan dátum
- Kókei vagy Kógei, japán buddhista szerzetes az Enosima szigetén található kolostorok történetét feldolgozó Enosima engi szerzője († 1049)
- Adelheid, nagy politikai befolyással rendelkező quedlinburgi apácafejedelem-asszony († 1044/45)
- 977/978 – Stablói Poppo, lovagból lett szerzetes, katolikus szent († 1048)

## Halálozások
- március 1. – Rosendo, galiciai püspök, apát, katolikus szent (* 907)
- június 5. – Theoderich, Trier érseke (* ?)

Bizonytalan dátum
- Amlaíb, (gael nyelven: Amhlaigh), skót király (* ?)
- III. Irgalmas Ashot, örmény király (* 953/53)
- II. Borisz, bolgár cár (* 931 körül)
- Dobrawa Przemyślidka, I. Boleszláv cseh fejedelem lánya, I. Mieszko lengyel fejedelem felesége (* 940/45)
- Fudzivara no Kanemicsi, japán államférfi a Heian-korban (* 925)